# Blefaritis
Blefaritis je očna bolest obilježena upalom očnih kapaka, najčešće njihova ruba. Blefaritis se može manifestirati crvenilom oka, svrbežom te bolnim nadražajem jednog ili oba kapka. Zbog sličnosti simptomatologije, blefaritis se često zabunom proglašava konjuktivitisom, navlastito u starijoj dobi. Nerijetko se proglašava i sindromom suhog oka prvenstveno zbog toga što je osjećaj suhoće u oku vodeća tegoba mnogih pacijenata s blefaritisom, no umjetne suze minimalno ili čak nikako ne poboljšavaju stanje. 

## Klasifikacija
Blefaritise dijelimo prema uzroku na iritativno-opstruktivne blefaritise, seboroični blefaritis, stafilokokni blefaritis i stražnji blefaritis odnosno rosacea-associated blefaritis.

### Iritativno-opstruktivnih blefaritisi
Skupinu iritativno-opstruktivnih blefaritisa dijelimo u dvije podskupine: u prvoj neko nadražajno sredstvo (npr. bazenska voda s visokom koncentracijom klora) uzrokuje zatvaranje suznog kanala i bolno oticanje ruba vjeđe. U drugoj podskupini nastanku blefaritisa prethodi mehaničko blokiranje suznog kanala nekim stranim tijelom, primjerice tušem za oči.

### Seboroični blefaritis
Seboroični blefaritis najčešći je tip blefaritisa i redovito je udružen sa seboroičnim promjenama trepavica, kože čela i glave te kože u području iza ušiju. Zbog primarne disfunkcije lojnih žlijezda tom se patologijom primarno bavi specijalist dermatolog.

### Stafilokokni blefaritis
Ovaj je tip blefaritisa uzrokovan stafilokoknom infekcijom prednjeg ruba vjeđe, najčešće izazvanu sa S. aureus i S. epidermidis. Bolesnik se žali na crvenilo jednog ili oba oka, osjećaj pečenja u oku i prisutnosti stranog tijela te katkad na ispadanje trepavica. Najčešća, ali ne uvijek i odviše djelotvorna terapija, jest lokalna primjena antibiotika. Vrijedi spomenuti kako ovaj tip blefaritisa katkad progredira u halacion ili pak hordeolum (ječmenac).

### Stražnji (rosacea-associated) blefaritis
Sukladno imenu ovaj se tip blefaritisa pojavljuje u bolesnika s rozaceom i zahvaća stražnji rub vjeđe, odnosno izvodne kanale tzv. Meibomovih odnosno modificiranih lojnih žlijezda čija opstrukcija posljedično i dovodi do upale.

## Liječenje
Temeljni princip u liječenju blefaritisa jest pažljiva i adekvatna higijena ruba vjeđe. Iako je blefaritis često povezan s učestalim relapsima, oni se mogu donekle izbjeći redovitom i kvalitetnom higijenom rubova očnih kapaka.
Postupak je radi shvatljivosti i lakoće izvođenja podijeljen u četiri koraka:
1. Na rub vjeđa aplicira se ručnik ili gaza namočena toplom vodom.
2. Rub vjeđa ispire se sapunom za lice ili šamponom za bebe. Prvo se razrijedi neki od proizvoda vodom u omjeru 1:10 i nježno trlja rub vjeđa dok su oči zatvorene.
3. Lokalna upotreba antibiotika indicirana je nakon savjetovanja s liječnikom. Preporuča se njegovo nanošenje na rub vjeđa prije spavanja, a ne ujutro, kako bi se izbjegao mutan vid tijekom dana.
4. Izbjegava se korištenje šminke za oči dok se simptomi ne povuku.

O težini upale ovisi i možebitna topička primjena antibiotika i kortikosteroida. Iako dovodi do rapidnog poboljšanja, upotreba navlastito kortikosteroida može dovesti i do povišenja intraokularnog tlaka te razvitka katarakte inducirane steroidima, zbog čega je potrebna posebna pažnja uz redovite mjesečne kontrole. 
Kod blefaritisa udruženih s kožnim bolestima, poput akne rozaceje, primjenjuje se antibiotska terapija per os s već spomenutom redovitom higijenom očnih kapaka. Najčešće se daje 100 mg doksiciklina dva puta dnevno kroz četiri do šest tjedana, a onda se doza postupno smanjuje na dozu održavanja od 50 mg jednom dnevno sve dok ne prođe barem dva mjeseca od poboljšanja stanja, odnosno povlačenja znakova bolesti. Kod seboroičnog blefaritisa higijena kapaka temelj je liječenja, za razliku od kožnih manifestacija iste bolesti gdje se redovito savjetuje upotreba antimikotika poput ketokonazola.
Ako se spomenutim terapijama ne postignu željeni rezultati, dodatno treba učiniti alergo-testove zbog nerijetkih alergijskih uzroka učestalih blefaritisa. Primjena je okularnih antihistaminika jednostavna, bez ozbiljnih nuspojava i dovodi do promptnog poboljšanja stanja.

## Vanjske poveznice
- Blepharitis - American Optometric Association

|  | Molimo pročitajte upozorenje o korištenju medicinskih informacija. Ne provodite liječenje bez savjetovanja s liječnikom! |